# LAV 2 (Bélgica)
A LAV 2 é uma linha ferroviária belga de alta velocidade que conecta Bruxelas com Liège. Tem 95 km de longitude dos quais 61 km são de nova construção e 34 km correspondem a linhas modernizadas. Foi aberta ao servício comercial em 2002.